# Ота I (князь Оломоуца)
Ота (Оттон) I (чеш. Ota I. Sličný; ок. 1045 — 9 июля 1087) — князь Оломоуцкий с 1061, пятый из шести сыновей князя Чехии Бржетислава I и Юдит фон Швейнфурт, родоначальник оломоуцкой линии Пржемысловичей.

## Биография
Согласно закону о престолонаследии князь Бржетислав I, отец Оты, в 1054 году выделил своим сыновьям Вратиславу, Конраду и Оте уделы в Моравии. Однако в момент смерти Бржетислава (1055 год) его младшие сыновья  были ещё слишком малы, чтобы самостоятельно управлять уделами. Ко всему прочему, начались конфликты между старшим из сыновей Бржетислава, Спытигневом II, с младшими братьями, Вратиславом, князем Оломоуца, а затем и с Конрадом. В итоге реальной власти Ота не имел и жил в Праге.
В 1061 году умер Спытигнев II, после чего на чешский престол вступил Вратислав, который выполнил завещание отца. Он выделил Конраду Брненское княжество, а Оте — Оломоуцкое княжество. Ещё один брат, Яромир (Гебхард), был избран для духовной карьеры.
Однако вскоре между братьями начались раздоры. Поводом послужила смерть епископа Праги Себира в 1067 году. Конрад и Ота выступили за то, чтобы новым епископом стал Яромир, против чего выступал Вратислав, у которого был свой ставленник. Спор чуть не вылился в вооружённое противостояние, но в результате Вратислав был вынужден уступить, и Яромир получил епископскую митру.
Ота умер 9 июля 1087 года, оставив Оломоуц двум малолетним сыновьям, которых сразу же выгнал Вратислав, передавший удел своему сыну Болеславу.

## Брак и дети
Жена: Евфемия (Людмила) Венгерская (ум. 2 апреля 1111), дочь короля Венгрии Белы I и Рыксы Польской. Дети:
- Святополк (ум. 21 сентября 1109), князь Оломоуцкий с ок. 1095, князь Чехии с 1107
- Ота II Чёрный (ум. 18 февраля 1126), князь Оломоуцкий в 1095—1110 и 1113—1126 годах, князь Брненский с 1123 года
- Богуслава (ум. после 1078 )